# Tuhemberua (Ma U)
Tuhemberua is een bestuurslaag in het regentschap Nias van de provincie Noord-Sumatra, Indonesië. Tuhemberua telt 721 inwoners (volkstelling 2010).